# Yerbabuena, Guanajuato
Yerbabuena är en ort i Mexiko.   Den ligger i kommunen Guanajuato och delstaten Guanajuato, i den centrala delen av landet, 280 km nordväst om huvudstaden Mexico City. Yerbabuena ligger 1 926 meter över havet och antalet invånare är 4 378.
Terrängen runt Yerbabuena är kuperad norrut, men söderut är den platt. Runt Yerbabuena är det ganska tätbefolkat, med 160 invånare per kvadratkilometer. Närmaste större samhälle är Guanajuato, 6,4 km norr om Yerbabuena. Trakten runt Yerbabuena består i huvudsak av gräsmarker.